# Adela Hernandez
Adela Hernandez é uma política de Cuba. Eleita em novembro de 2012 para o cargo de prefeita de Caibarién província de Villa Clara, é a primeira transexual a ocupar um cargo público naquele país.